# Рітейлтейнмент
Рітейлтейнмент (англ. Retailtainment, від англ. retail — роздріб та англ. entertainment — розвага) — сучасна тенденція поєднання продажів і розваг, тобто використання загальної атмосфери, емоцій, звуку і руху для зацікавлення споживача товаром і створення у нього купівельного настрою.
Завдання концепції — викликати емоційне залучення покупця в процес та бажання повернутися пункту продажу. Вважають, що таку концепцію розробила компанія Walmart; найбільшого поширення вона здобула в США. Створення святкової атмосфери в магазині досягається за допомогою організації конкурсів, змагань; розміщення тематичних дисплеїв; створення спеціальних вітрин; ентузіазму та активної участі працівників магазину. Відповідно до проведених у США досліджень, застосування рітейлейтменту може збільшити обсяги продажів на 5-25 %. Концепція вийшла за рамки роздрібної торгівлі і успішно застосовується в інших галузях.